# جيني مور
جيني مور (بالإنجليزية: Jenny Moore)‏ هي لاعبة كرة الريشة بريطانية، ولدت في 31 أغسطس 1995 في روثرهام ‏ في المملكة المتحدة.

## وصلات خارجية
- جيني مور على موقع BWF.tournamentsoftware.com (الإنجليزية)
- جيني مور على موقع BWFbadminton.com (الإنجليزية)